# Nicolò Doria
Nicolò Doria (né en 1525 à Gênes et mort le 13 octobre 1592 dans la même ville) est le soixante-douzième doge de Gênes du 20 octobre 1579 au 20 octobre 1581.